# Saison 2013-2014 du Stade de Reims
Maillots
Chronologie
Saison précédente Saison suivante
La saison 2013-2014 du Stade de Reims est la 31e saison du club en Ligue 1. Le club est engagé dans trois compétitions : la Ligue 1, la Coupe de la Ligue et la Coupe de France.

## Matchs
| Date            | Lieu                         | Adversaire                       | Résultat |
| --------------- | ---------------------------- | -------------------------------- | -------- |
| 12 juillet 2013 | Aix-les-Bains                | Red Star FC (National)           | 2-2      |
| 17 juillet 2013 | Epernay                      | Charleroi SC (D1 Belge)          | 0-1      |
| 23 juillet 2013 | Ergué-Gabéric                | Stade brestois 29 (Ligue 2)      | 1-1      |
| 31 juillet 2013 | Vittel                       | FC Sochaux-Montbéliard (Ligue 1) | 0-0      |
| 3 août 2013     | Stade Auguste-Delaune, Reims | Valenciennes FC (Ligue 1)        | 0-0      |

### Championnat de France
| Date                  | Journée | Adversaire             | Lieu | Score | Buteurs de Reims                                                                | Class. | Public |
| --------------------- | ------- | ---------------------- | ---- | ----- | ------------------------------------------------------------------------------- | ------ | ------ |
| samedi 10 août        | 1       | Stade rennais          | Ext. | 1-2   | 45e Grzegorz Krychowiak                                                         | 13e    | 17 068 |
| samedi 17 août        | 2       | LOSC Lille             | Dom. | 2-1   | 7e Mads Albæk, 67e Christopher Glombard                                         | 7e     | 14 199 |
| samedi 24 août        | 3       | Olympique lyonnais     | Ext. | 0-1   | 76e Odaïr Fortes                                                                | 5e     | 24 238 |
| samedi 31 août        | 4       | FC Nantes              | Dom. | 0-0   |                                                                                 | 6e     | 15 304 |
| samedi 14 septembre   | 5       | Montpellier HSC        | Ext. | 0-0   |                                                                                 | 6e     | 11 667 |
| samedi 21 septembre   | 6       | EA Guingamp            | Dom. | 1-1   | 58e Nicolas de Préville                                                         | 9e     | 13 365 |
| mercredi 25 septembre | 7       | Girondins de Bordeaux  | Ext. | 0-0   |                                                                                 | 10e    | 13 282 |
| dimanche 29 septembre | 8       | AS Monaco              | Dom. | 1-1   | 4e Antoine Devaux                                                               | 10e    | 20 032 |
| samedi 5 octobre      | 9       | Valenciennes FC        | Ext. | 1-1   | 30e Prince Oniangué                                                             | 9e     | 20 330 |
| vendredi 18 octobre   | 10      | Toulouse FC            | Dom. | 1-2   | 59e Prince Oniangué                                                             | 13e    | 13 102 |
| samedi 26 octobre     | 11      | Olympique de Marseille | Ext. | 2-3   | 34e Floyd Ayité, 37e Mads Albæk, 91e Prince Oniangué                            | 10e    | 40 532 |
| samedi 2 novembre     | 12      | SC Bastia              | Dom. | 4-2   | 24e Nicolas de Préville, 44e Grzegorz Krychowiak, 50e Prince Oniangué, 81e Atar | 6e     | 13 712 |
| samedi 9 novembre     | 13      | FC Lorient             | Ext. | 0-0   |                                                                                 | 6e     | 12 753 |
| samedi 23 novembre    | 14      | Paris Saint-Germain    | Dom. | 0-3   |                                                                                 | 9e     | 20 666 |
| samedi 30 novembre    | 15      | AS Saint-Etienne       | Ext. | 4-0   |                                                                                 | 11e    | 23 838 |
| mercredi 4 décembre   | 16      | FC Sochaux             | Ext. | 0-2   | 16e Christopher Glombard, 86e Prince Oniangué                                   | 10e    | 10 651 |
| samedi 7 décembre     | 17      | OGC Nice               | Dom. | 1-0   | 93e Gaëtan Charbonnier                                                          | 7e     | 14 757 |
| samedi 14 décembre    | 18      | Évian Thonon Gaillard  | Ext. | 1-1   | 91e Floyd Ayité                                                                 | 9e     | 8 769  |
| samedi 21 décembre    | 19      | AC Ajaccio             | Dom. | 4-1   | 59e et 62e Gaëtan Charbonnier, 73e Eliran Atar, 78e Floyd Ayité                 | 7e     | 14 522 |

| Date                | Journée | Adversaire             | Lieu | Score | Buteurs de Reims                                                   | Class. | Public |
| ------------------- | ------- | ---------------------- | ---- | ----- | ------------------------------------------------------------------ | ------ | ------ |
| dimanche 12 janvier | 20      | LOSC Lille             | Ext. | 1-2   | 73e Odaïr Fortes 76e Grzegorz Krychowiak                           | 7e     | 36 287 |
| dimanche 19 janvier | 21      | Olympique lyonnais     | Dom. | 0-2   | -                                                                  | 7e     | 17 262 |
| samedi 25 janvier   | 22      | FC Nantes              | Ext. | 0-0   | -                                                                  | 9e     | 19 804 |
| samedi 1er février  | 23      | Montpellier HSC        | Dom. | 2-4   | 58e Floyd Ayité , 65e El Kaoutari(CSC)                             | 9e     | 13 803 |
| samedi 8 février    | 24      | EA Guingamp            | Ext. | 1-2   | 69e Floyd Ayité , 72e Odaïr Fortes                                 | 8e     | 12 953 |
| samedi 15 février   | 25      | Girondins de Bordeaux  | Dom. | 1-0   | 64e Nicolas de Préville                                            | 7e     | 13 702 |
| samedi 22 février   | 26      | AS Monaco              | Ext. | 3-2   | 53e 71e Prince Oniangué                                            | 8e     | 6 127  |
| samedi 1er mars     | 27      | Valenciennes FC        | Dom. | 3-1   | 21e Nicolas de Préville 38e Prince Oniangué 77e Gaëtan Charbonnier | 7e     | 14 414 |
| samedi 8 mars       | 28      | Toulouse FC            | Ext. | 3-2   | 22e (pen) Grzegorz Krychowiak 33e (pen) Nicolas de Préville        | 7e     | 10 401 |
| samedi 15 mars      | 29      | Olympique de Marseille | Dom. | 1-1   | 67e Antoine Devaux                                                 | 7e     | 20 513 |
| samedi 22 mars      | 30      | SC Bastia              | Ext. | 2-0   | -                                                                  | 7e     | 12 724 |
| samedi 29 mars      | 31      | FC Lorient             | Dom. | 1-1   | 48e Odaïr Fortes                                                   | 7e     | 14 546 |
| samedi 5 avril      | 32      | Paris Saint-Germain    | Ext. | 3-0   | -                                                                  | 9e     | 46 440 |
| samedi 12 avril     | 33      | AS Saint-Etienne       | Dom. | 2-2   | 24e Gaëtan Charbonnier 50e Franck Signorino                        | 8e     | 19 151 |
| dimanche 20 avril   | 34      | FC Sochaux             | Dom. | 0-1   | -                                                                  | 8e     | 14 493 |
| samedi 26 avril     | 35      | OGC Nice               | Ext. | 1-0   | -                                                                  | 8e     | 20 372 |
| dimanche 4 mai      | 36      | Évian TG               | Dom. | 1-0   | 30e Prince Oniangué                                                | 8e     | 13 014 |
| samedi 10 mai       | 37      | AC Ajaccio             | Ext. | 2-1   | 40e Prince Oniangué                                                | 9e     | 5 534  |
| samedi 17 mai       | 38      | Stade rennais          | Dom. | 1-3   | 82e Diego Rigonato Rodrigues                                       | 11e    | 15 053 |

### Classement
Source : classement officiel
| Rang | Équipe                    | Pts | J  | G  | N  | P  | Bp | Bc | Diff |
| ---- | ------------------------- | --- | -- | -- | -- | -- | -- | -- | ---- |
| 1    | Paris Saint-Germain T S L | 89  | 38 | 27 | 8  | 3  | 84 | 23 | +61  |
| 2    | AS Monaco FC P            | 80  | 38 | 23 | 11 | 4  | 63 | 31 | +32  |
| 3    | Lille OSC                 | 71  | 38 | 20 | 11 | 7  | 46 | 26 | +20  |
| 4    | AS Saint-Étienne          | 69  | 38 | 20 | 9  | 9  | 56 | 34 | +22  |
| 5    | Olympique lyonnais        | 61  | 38 | 17 | 10 | 11 | 56 | 44 | +12  |
| 6    | Olympique de Marseille    | 60  | 38 | 16 | 12 | 10 | 53 | 40 | +13  |
| 7    | FC Girondins de Bordeaux  | 53  | 38 | 13 | 14 | 11 | 49 | 43 | +6   |
| 8    | FC Lorient                | 49  | 38 | 13 | 10 | 15 | 48 | 53 | -5   |
| 9    | Toulouse FC               | 49  | 38 | 12 | 13 | 13 | 46 | 53 | -7   |
| 10   | SC Bastia                 | 49  | 38 | 13 | 10 | 15 | 42 | 56 | -14  |
| 11   | Stade de Reims            | 48  | 38 | 12 | 12 | 14 | 44 | 52 | -8   |
| 12   | Stade rennais FC          | 46  | 38 | 11 | 13 | 14 | 47 | 45 | +2   |
| 13   | FC Nantes P               | 46  | 38 | 12 | 10 | 16 | 38 | 43 | -5   |
| 14   | Évian TG                  | 44  | 38 | 11 | 11 | 16 | 39 | 51 | -12  |
| 15   | Montpellier HSC           | 42  | 38 | 8  | 18 | 12 | 45 | 53 | -8   |
| 16   | EA Guingamp P C           | 42  | 38 | 11 | 9  | 18 | 34 | 42 | -8   |
| 17   | OGC Nice                  | 42  | 38 | 12 | 6  | 20 | 30 | 44 | -14  |
| 18   | FC Sochaux-Montbéliard    | 40  | 38 | 10 | 10 | 18 | 37 | 61 | -24  |
| 19   | Valenciennes FC           | 29  | 38 | 7  | 8  | 23 | 37 | 65 | -28  |
| 20   | AC Ajaccio                | 23  | 38 | 4  | 11 | 23 | 37 | 72 | -35  |

Qualifications européennes
Ligue des champions 2014-2015
- 1er et 2e du championnat : phase de groupes
- 3e du championnat : troisième tour de qualification

Ligue Europa 2014-2015
- vainqueur de la Coupe de France : phase de groupes
- 4e du championnat : quatrième tour de qualification (barrages)
- 5e du championnat : troisième tour de qualification

Relégation en Ligue 2
- 18e, 19e et 20e du championnat

Abréviations
- T : Tenant du titre
- C : Vainqueur de la Coupe de France 2013-2014
- L : Vainqueur de la Coupe de la Ligue 2013-2014
- S : Vainqueur du Trophée des champions 2013
- P : Promus de Ligue 2 2012-2013

### Coupe de France
| Date           | Tour          | Adversaire             | Lieu | Score  | Buteurs du Stade de Reims | Spectateurs |
| -------------- | ------------- | ---------------------- | ---- | ------ | ------------------------- | ----------- |
| 5 janvier 2014 | 32e de finale | Olympique de Marseille | Ext. | 2-0 ap | -                         | 9 000       |

### Coupe de la Ligue
| Date            | Tour          | Adversaire         | Lieu | Score | Buteurs du Stade de Reims            | Spectateurs |
| --------------- | ------------- | ------------------ | ---- | ----- | ------------------------------------ | ----------- |
| 30 octobre 2013 | 16e de finale | AS Monaco FC       | Dom  | 1-0   | 34e Antoine Devaux                   | 16 731      |
| 5 janvier 2013  | 8e de finale  | Olympique lyonnais | Ext  | 3-2   | 64e Prince Oniangué, 87e Floyd Ayité | 21 654      |

## Statistiques

### Buteurs
| Place | Nom                  | Ligue 1 | Coupe de France | Coupe de la Ligue | TOTAL des BUTS |
| 1     | Prince Oniangué      | 10 buts | -               | 1 but             | 11 buts        |
| 2     | Floyd Ayité          | 5 buts  | -               | 1 but             | 6 buts         |
| 3     | Nicolas de Préville  | 5 buts  | -               | -                 | 5 buts         |
| 3     | Gaëtan Charbonnier   | 5 buts  | -               | -                 | 5 buts         |
| 5     | Grzegorz Krychowiak  | 4 buts  | -               | -                 | 4 buts         |
| 5     | Odaïr Fortes         | 4 buts  | -               | -                 | 4 buts         |
| 7     | Antoine Devaux       | 2 buts  | -               | 1 but             | 3 buts         |
| 8     | Christopher Glombard | 2 buts  | -               | -                 | 2 buts         |
| 8     | Mads Albaek          | 2 buts  | -               | -                 | 2 buts         |
| 8     | Eliran Atar          | 2 buts  | -               | -                 | 2 buts         |
| 11    | Franck Signorino     | 1 but   | -               | -                 | 1 but          |
| 11    | Diego                | 1 but   | -               | -                 | 1 but          |
| -     | CSC                  | 1 but   | -               | 1 but             | 1 but          |
| Total | 12 buteurs           | 43 buts | -               | 3 buts            | 46 buts        |

### Passeurs
| Place | Nom                 | Ligue 1   | Coupe de France | Coupe de la Ligue | TOTAL des PASSES |
| 1     | Floyd Ayité         | 4 passes  | -               | -                 | 4 passes         |
| 2     | Aïssa Mandi         | 3 passes  | -               | -                 | 3 passes         |
| 2     | Odaïr Fortes        | 3 passes  | -               | -                 | 3 passes         |
| 2     | Gaëtan Charbonnier  | 5 passes  | -               | -                 | 3 passes         |
| 5     | Nicolas de Préville | 2 passes  | -               | -                 | 2 passes         |
| 5     | Prince Oniangué     | 2 passes  | -               | -                 | 2 passes         |
| 7     | Grzegorz Krychowiak | 1 passe   | -               | -                 | 1 passe          |
| 7     | Mads Albaek         | 1 passe   | -               | -                 | 1 passe          |
| 7     | Eliran Atar         | 1 passe   | -               | -                 | 1 passe          |
| 7     | Franck Signorino    | 1 passe   | -               | -                 | 1 passe          |
| 7     | Atila Turan         | 1 passe   | -               | -                 | 1 passe          |
| 7     | Antoine Conte       | 1 passe   | -               | -                 | 1 passe          |
| 7     | Antoine Devaux      | 1 passe   | -               | -                 | 1 passe          |
| 7     | Gaëtan Courtet      | 1 passe   | -               | -                 | 1 passe          |
| Total | 14 passeurs         | 25 passes | -               | -                 | 25 passes        |